# ألفرد هنري وايتهاوس
ألفرد هنري وايتهاوس (بالإنجليزية: Alfred Henry Whitehouse)‏ هو منتج أفلام نيوزيلندي، ولد في 1856، وتوفي في 1929.